# Centrochelifer allocancroides
Genre
Espèce
Synonymes
- Hysterochelifer allocancroides Redikorzev, 1949
- Centrochelifer afghanicus Beier, 1959

Centrochelifer allocancroides, unique représentant du genre Centrochelifer, est une espèce de pseudoscorpions de la famille des Cheliferidae.

## Distribution
Cette espèce se rencontre en Afghanistan, au Tadjikistan, au Turkménistan, en Ouzbékistan et en Mongolie.

## Publications originales
- Redikorzev, 1949 : Pseudoscorpionidea of Central Asia. Travaux de l'Institut de Zoologique de l'Académie Sciences de l'U.R.S.S., vol. 8, p. 638-668.
- Beier, 1959 : Zur Kenntnis der Pseudoscorpioniden-Fauna Afghanistans. Zoologische Jahrbücher, Abteilung für Systematik, Ökologie und Geographie der Tiere, vol. 87, p. 257-282.